# Bispira wireni
Bispira wireni är en ringmaskart som först beskrevs av Karl Erik Johansson 1922.  Bispira wireni ingår i släktet Bispira och familjen Sabellidae. Inga underarter finns listade i Catalogue of Life.